# Georgie Henley

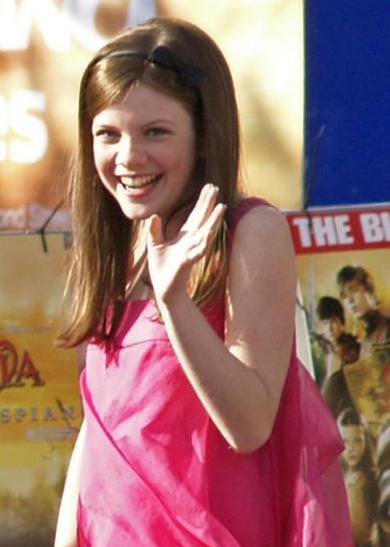
Georgie Henley (2008)

Georgina Helen Henley (* 9. Juli 1995 in Ilkley, West Yorkshire, England; als Georgina Helen Henley) ist eine britische Film- und Theaterschauspielerin. Bekannt wurde sie als Lucy Pevensie in den Verfilmungen der Romanserie Die Chroniken von Narnia.

## Leben und Werdegang
Georgie Henley wuchs in der nordenglischen Kleinstadt Ilkley auf, wo sie bereits im Alter von fünf Jahren an Theateraufführungen ihrer Schule teilnahm und dort der Theatergruppe Upstagers beitrat. Als ihr Theaterlehrer vom Casting zur Verfilmung von Die Chroniken von Narnia: Der König von Narnia erfuhr, ermunterte er sie, daran teilzunehmen. Aus über 2.000 Bewerbern wurde sie schließlich für eine der vier Hauptrollen ausgewählt. In dem Film spielte sie die Rolle der Lucy, das jüngste der vier Kinder. In der gleichen Rolle spielte sie auch in den Fortsetzungen der Filmreihe, Die Chroniken von Narnia: Prinz Kaspian von Narnia und Die Chroniken von Narnia: Die Reise auf der Morgenröte mit. Ihre ältere Schwester Rachael Henley spielte die erwachsene Lucy Pevensie im ersten Teil der Filmreihe.
Im Januar 2006 stand Henley in ihrer Heimatstadt Ilkley in dem Theaterstück Babes in the Wood als „Jill“ auf der Bühne. 2006 war sie in der Verfilmung des Romans Jane Eyre, einer TV-Mini-Serie der BBC, als die junge Jane Eyre zu sehen.
2014 wurden die Filme Perfect Sisters und The Sisterhood of Night mit Henley in der Hauptrolle veröffentlicht, wobei vor allem ihre Rolle in The Sisterhood of Night von der Kritik sehr positiv aufgenommen wurde. Ihr nächster Film folgte 2017 mit Access All Areas.

## Filmografie
- 2005: Die Chroniken von Narnia: Der König von Narnia (The Chronicles of Narnia: The Lion, the Witch and the Wardrobe)
- 2006: Jane Eyre (TV-Mini-Serie)
- 2008: Die Chroniken von Narnia: Prinz Kaspian von Narnia (The Chronicles of Narnia: Prince Caspian)
- 2010: Die Chroniken von Narnia: Die Reise auf der Morgenröte (The Chronicles of Narnia: The Voyage of the Dawn Treader)
- 2014: Perfect Sisters
- 2014: The Sisterhood of Night
- 2017: Access All Areas
- 2019–2020: The Spanish Princess (Fernsehserie, 13 Folgen)
- 2023: Diplomatische Beziehungen (The Diplomat, Fernsehserie, 5 Folgen)
- 2023: Partygate – The True Story (Partygate, Fernsehfilm)